# Chlorure de plomb(IV)
Le chlorure de plomb(IV)  ou tétrachlorure de plomb  ou tétrachloroplumbane  ou chlorure plombique est un composé inorganique du plomb de valence IV et de chlore de formule PbCl4. Dans les conditions normales de température et de pression, c'est un liquide jaune huileux.

## Structure et propriétés
L'entité PbCl4 est moléculaire et  présente une géométrie tétraédrique dans laquelle l'atome de plomb occupe la position centrale. La liaison covalente Pb-Cl est longue de 247 nm pour une énergie de liaison de 243 kJ·mol-1.

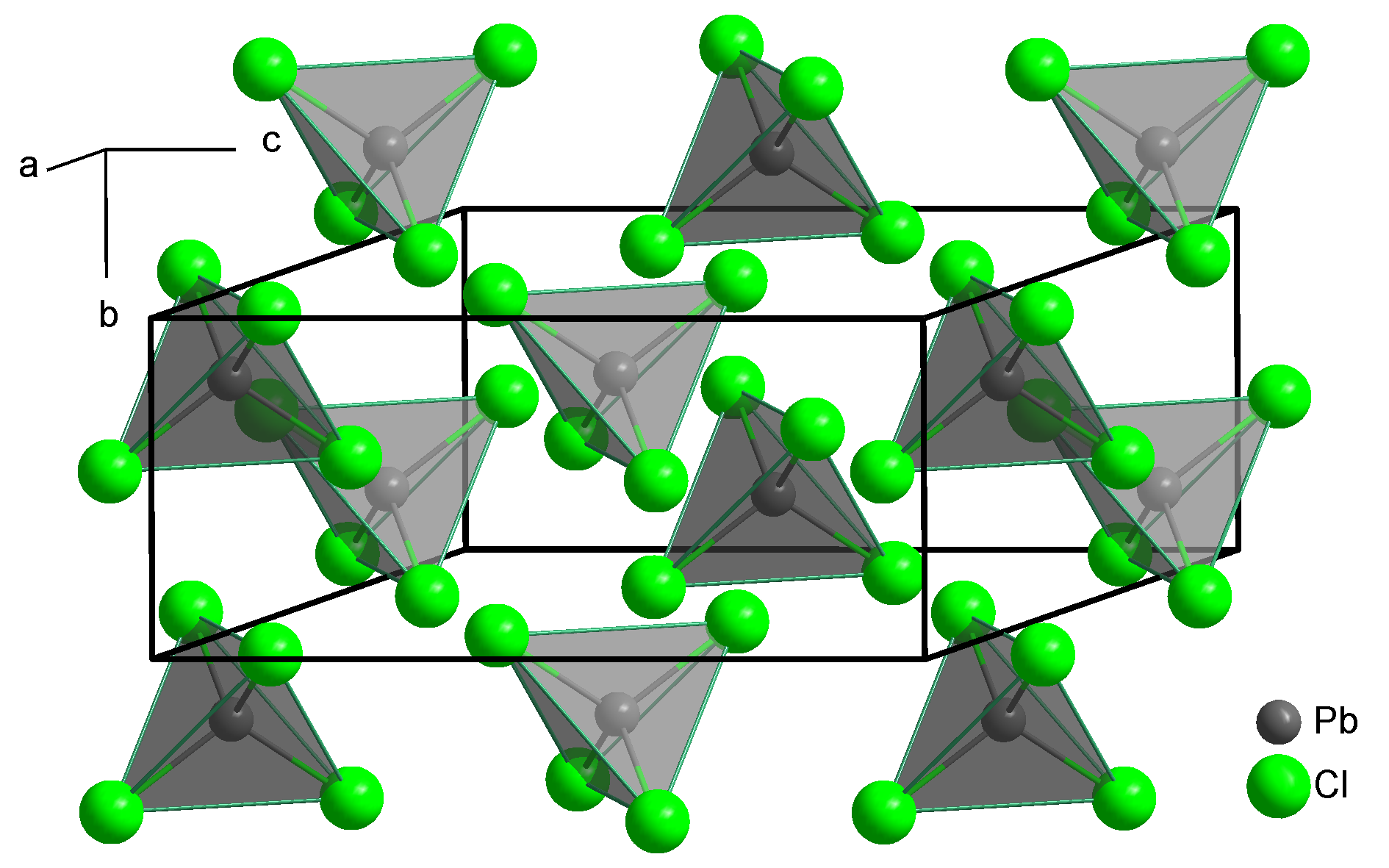
structure de PbCl_{4} à 150 K

PbCl4 cristallise dans le système cristallin monoclinique, groupe d'espace I2/a (no  15) avec comme paramètres de maille a = 1054,2 pm, b = 535,9 pm, c = 1195,8 pm et β = 115,83°, et avec un nombre d'unités par maille, Z = 4

## Réactivité
Le chlorure de plomb(IV) se décompose lorsqu'il est chauffé doucement pour former du chlorure de plomb(II) et du dichlore.
Il s'hydrolyse dans l'eau.

## Synthèse
Le chlorure de plomb(IV) est obtenu par réaction entre l'acide sulfurique et [NH4]2[PbCl6], lui-même obtenu en faisant réagir du dichlore et du chlorure de plomb(II) dans le chlorure d'ammonium aqueux.
PbCl2 + 2NH4Cl + Cl2 → [NH4]2[PbCl6]
[NH4]2[PbCl6] + H2SO4 → PbCl4+ 2HCl + (NH4)2SO4